# Kuznetsk (cràter)
Kuznetsk és un cràter de l'asteroide del cinturó principal (253) Mathilde, situat amb el sistema de coordenades planetocèntriques a -45.9 ° de latitud nord i 88.9 ° de longitud est. Fa un diàmetre de 28.5 km. El nom va ser fet oficial per la UAI l'any 2000 i fa referència a Kuznetsk, conca de carbó de Rússia.